# احیای گرگ

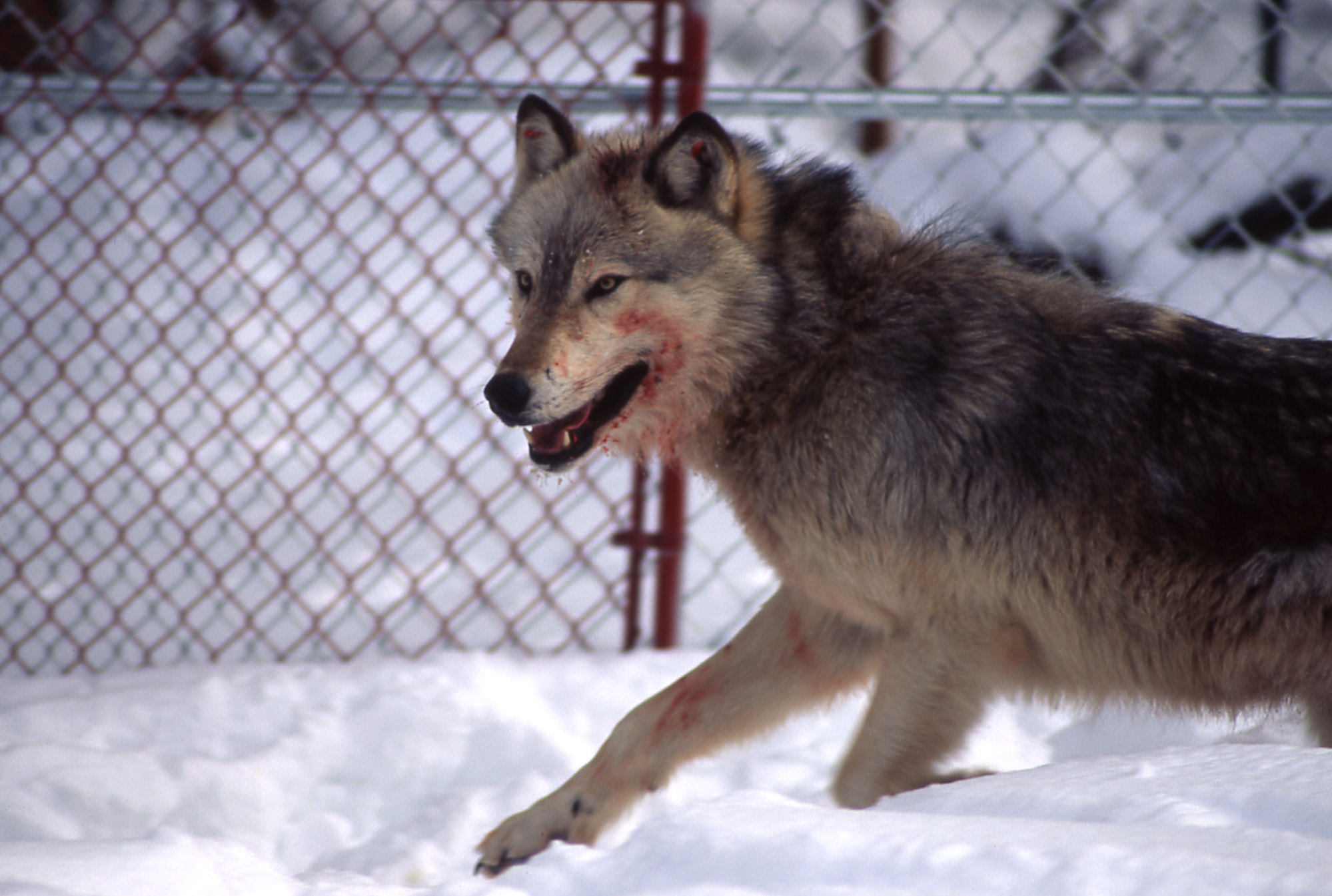
گرگ شماره ۱۰، یک نر، در قفس ویرایش
هم‌هوایی رز کریک، پارک ملی یلواستون

احیای گرگ شامل معرفی دوباره گونه بخشی از گرگ‌های خاکستری در مناطقی است که گرگ‌های بومی در آنجا انقراض محلی داشتند. بیش از ۳۰ زیرگونه در فهرست زیرگونه‌های گرگ شناخته شده است، و گرگ‌های خاکستری، زیرگونه‌های غیراهلی/وحشی را تشکیل می‌دهند. احیای این گرگ فقط در مناطقی در نظر گرفته می‌شود که در آن جا هنوز مناطق وسیعی از طبیعت بکر و مناسب وجود داشته باشد و گونه‌های خاصی از طعمه به اندازه کافی فراوان باشند تا از جمعیت از پیش تعیین‌شده گرگ‌ها پشتیبانی کنند.

## ایالات متحده

### آریزونا و نیومکزیکو

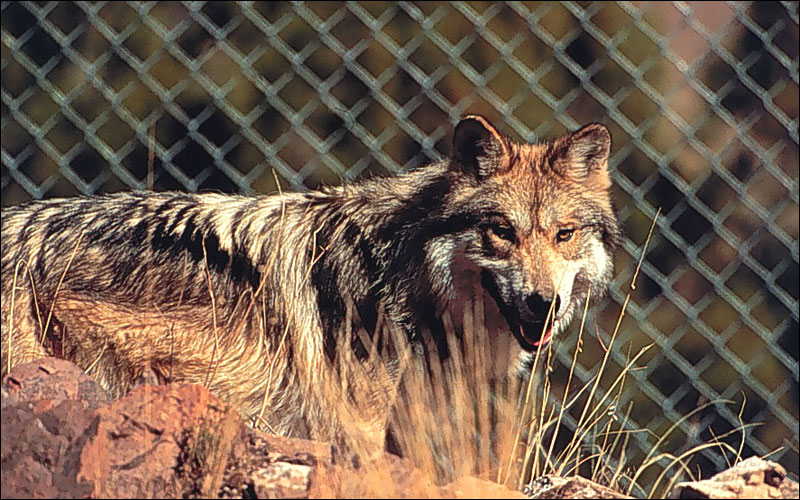
گرگ مکزیکی پرورش‌یافته در پناهگاه ملی حیات وحش سویلتا

پنج گرگ خاکستری مکزیکی وحشی که آخرین نمونه شناخته شده بودند، در سال ۱۹۸۰ طبق توافقی بین ایالات متحده و مکزیک که با هدف نجات این زیرگونه در معرض خطر انقراض انجام شد، به دام افتادند. بین سال‌های ۱۹۸۲ تا ۱۹۹۸، یک برنامه جامع پرورش در اسارت، گرگ‌های مکزیکی را از آستانه انقراض بازگرداند. بیش از ۳۰۰ گرگ مکزیکی بخشی از برنامه احیا بودند.

#### توزیع و جمعیت
تا مارس ۲۰۲۴، حداقل ۲۵۷ گرگ وحشی مکزیکی در ایالات متحده وجود داشت: ۱۴۴ قلاده در نیومکزیکو (۳۶ گله) و ۱۱۳ قلاده در آریزونا (۲۰ گله). این نشان دهنده ۸ سال رشد متوالی جمعیت است. کل جمعیت گرگ‌های مکزیکی ۳۸۰ قلاده است که در بیش از ۶۰ مرکز نگهداری می‌شوند.

### کلرادو
گرگ‌ها تا دهه ۱۹۴۰ از کانادا تا مکزیک از مسیر کوه‌های راکی عبور می‌کردند. متخصصان حیات وحش آنها را برای تعادل بومی گونه‌ها، تعاملات گونه‌ها و سلامت اکوسیستم ضروری می‌دانند. سازمان پارک‌ها و حیات وحش کلرادو (CPW) یک گروه کاری چندرشته‌ای ایجاد کرد که پیش‌نویس یک طرح مدیریت گرگ‌ها را برای احیای احتمالی آنها تهیه کرد. کمیسیون حیات وحش کلرادو این طرح را در ماه مه ۲۰۰۵ تصویب کرد.

### کوه‌های راکی شمالی

نقشه‌ای که گله‌های گرگ را در اکوسیستم گریتر یلوستون از سال ۲۰۰۲ نشان می‌دهد.

گله‌های گرگ خاکستری از سال ۱۹۹۵ دوباره به پارک ملی یلواستون و آیداهو معرفی شدند. این گرگ‌ها طبق ماده 10(j) قانون گونه‌های در معرض خطر (ESA) به عنوان جمعیت‌های «آزمایشی و غیرضروری» در نظر گرفته شدند. چنین طبقه‌بندی به مقامات دولتی آزادی عمل بیشتری در مدیریت گرگ‌ها برای حفاظت از دام‌ها می‌داد، که این یکی از مجموعه‌ای از مصالحه‌هایی بود که طرفداران احیای گرگ با دامداران محلیِ نگران انجام دادند.
گروه‌های صنعتی و زیست‌محیطی محلی دهه‌ها بر سر تلاش برای احیای گرگ‌های یلوستون و آیداهو با هم مبارزه کردند. ایده بازگرداندن گرگ‌ها برای اولین بار در سال ۱۹۶۶ توسط زیست‌شناسانی که نگران جمعیت بسیار بالای واپیتی در یلواستون و آسیب‌های زیست‌محیطی ناشی از گله‌های بیش از حد بزرگ آنها به زمین بودند، به کنگره ارائه شد. رسماً، سال ۱۹۲۶ زمانی بود که آخرین گرگ‌ها در مرزهای یلوستون کشته شدند. وقتی گرگ‌ها ریشه‌کن شدند و شکار ممنوع شد، جمعیت گوزن‌های شمالی به شدت افزایش یافت. در طول دهه‌های بعدی، جمعیت گوزن‌های شمالی آنقدر زیاد شد که تعادل اکوسیستم محلی را به هم زد. تعداد گوزن‌های شمالی و دیگر حیوانات شکاری بزرگ به حدی افزایش یافت که آنها در گله‌های بزرگ در امتداد کف دره‌ها و چمنزارها جمع می‌شدند چرای بی‌رویه گیاهان تازه رشد کرده می‌کردند.
به دلیل چرای بیش از حد، گونه‌های گیاهی برگ‌ریز، مانند صنوبر لرزان کوهستانی و صنوبر لرزان ساحلی، به‌طور جدی کاهش یافتند.